# Liste der Komponisten/S

## Sa
- Kaija Saariaho (1952–2023)
- Leonid Leonidowitsch Sabanejew (1881–1968)
- Nicola Sabatino (1705–1796)
- Galeazzo Sabbatini (um 1597 – 1662)
- Pietro Paolo Sabbatini (um 1600 – um 1657)
- Giovanni Maria Sabino (1588–1649)
- Nicolas Saboly (1614–1675)
- Antonio Sacchini (1730–1786)
- Melchior Ernst Sachs (1843–1917)
- Francesco Paolo Sacrati (1605–1650)
- Helmut Sadler (1921–2017)
- Harald Sæverud (1897–1992)
- Jacques-Alexandre de Saint-Luc (1663–1710)
- Monsieur de Sainte-Colombe (um 1640 – 1690/1700)
- Jacques de Saint-Luc (1616–1708)
- Léonce de Saint-Martin (1886–1954)
- Camille Saint-Saëns (1835–1921)
- Philip Sainton (1891–1967)
- Eduardo Sáinz de la Maza y Ruiz (1903–1982)
- Branimir Sakač (1918–1979)
- Nicola Sala (1713–1801)
- Antonio de Salazar (1650–1715)
- Diego José de Salazar (1659–1709)
- Juan García de Salazar (1639–1710)
- Franz Sales (um 1540 – 1599)
- Pietro Pompeo Sales (1729–1797)
- Baltasar Saldoni (1807–1889)
- Luis Humberto Salgado (1903–1977)
- Antonio Salieri (1750–1825)
- Aulis Sallinen (* 1935)
- Erkki Salmenhaara (1941–2002)
- Franz Salmhofer (1900–1975)
- Siegfried Saloman (1816–1899)
- Esa-Pekka Salonen (* 1958)
- Giovanni Salvatore (um 1620 – um 1688)
- Carlos Salzédo (1885–1961)
- Eric Salzman (1933–2017)
- Joseph Ruiz Samaniego (um 1653 – 1670)
- Luis Sambucetti (1860–1926)
- Giovanni Battista Sammartini (1701–1775)
- Giuseppe Sammartini (1695–1750)
- Pietro Sammartini (1636–1700)
- Aurelio Samorì (* 1946)
- Harold Samuel (1879–1937)
- Pierre Sancan (1916–2008)
- Giovanni Felice Sances (Sanci) (um 1600 – 1679)
- Adolf Sandberger (1864–1943)
- Pietro Giuseppe Sandoni (1685–1748)
- Pierre Sandrin (1490–1561)
- Sven-David Sandström (1942–2019)
- Elsa Olivieri Sangiacomo (1894–1996)
- Niccolò Sanguinazzo (vor 1690 – 1720)
- Gerd Sannemüller (1914–2008)
- Antonio de Santa Cruz  (um 1640 – um 1700)
- Tomás de Santa María (um 1517 – 1570)
- Aniello Santangelo (17??–1771)
- Giuseppe Santarelli (1710–1790)
- Carl Santner (1819–1885)
- Cláudio Santoro (1919–1989)
- Gaspar Sanz (1640– 1710)
- Pablo de Sarasate (1844–1908)
- Giacomo Sarcuni (1690–1758)
- Federico Maria Sardelli (* 1963)
- François Sarhan (* 1972)
- Ghasaros Sarjan (1920–1998)
- Jorge Álvaro Sarmientos (1931–2012)
- Giovanni Vincenzo Sarti (um 1600 – um 1650)
- Giuseppe Sarti (1729–1802)
- Johannes de Sarto (15. Jahrhundert)
- Antonio Sartorio (um 1630–1681)
- Česlovas Sasnauskas (1867–1916)
- Erik Satie (1866–1925)
- Heinrich Sattler (1811–1891)
- Emil von Sauer (1862–1942)
- Ludwig Sauer (1861–1940)
- Henri Sauguet (1901–1989)
- Rebecca Saunders (* 1967)
- Émile Sauret (1852–1920)
- Ernest Sauter (1928–2013)
- Augustin Savard (1861–1942)
- Mario Savioni (um 1608 – 1685)
- Marian Sawa (1937–2005)
- Georg Wilhelm Saxer († 1740)
- Robert Saxton (* 1953)
- Fazıl Say (* 1970)
- Ahmed Adnan Saygun (1907–1991)
- Lambert de Sayve (1549–1614)
- Leylâ Saz (1850–1936)

## Sc
- Marco Scacchi (um 1605 – 1662)
- Angelo Maria Scaccia (1690–1761)
- Rosario Scalero (1870–1954)
- Antonius Scandellus (1517–1580)
- Vincenzo Scapitta (1593–1656)
- Damiano Scarabelli (Scarabeus) († um 1598)
- Giuseppe Scarini (um 1600 – um 1650)
- Alessandro Scarlatti (1660–1725)
- Domenico Scarlatti (1685–1757)
- Francesco Scarlatti (1666–1741)
- Pietro Filippo Scarlatti (1679–1750)
- Giacinto Scelsi (1905–1988)
- Sijodullo Schahidij (1914–1985)
- Matthias Henriksen Schacht (1660–1700)
- Benedikt Schack (1758–1826)
- Johannes W. Schäfer (* 1960)
- Nicolaus Albert Schaffner (um 1790 – um 1860)
- Christoph Schaffrath (1709–1763)
- Claus Schall (1757–1835)
- Juri Schaporin (1887–1966)
- Adrian Schaposchnikow (1887–1967)
- Philipp Scharwenka (1847–1917)
- Walter Scharwenka (1881–1960)
- Xaver Scharwenka (1850–1924)
- Maria Scharwieß (1942–2023)
- Peter Schat (1935–2003)
- Wissarion Schebalin (1902–1963)
- Boris Semjonowitsch Schechter (1900–1961)
- Johann Adam Scheibl (1710–1773)
- David Schedlich (1607–1687)
- Heinrich Scheidemann (um 1596 – 1663)
- Samuel Scheidt (1587–1654)
- Jakob Scheiffelhut (1647–1709)
- Johann Hermann Schein (1586–1630)
- Christian Gotthelf Scheinpflug (1722–1770)
- Paul Scheinpflug (1875–1937)
- Johann Schelle (1648–1701)
- Johannes Schenck (1660–1712)
- Friedrich Schenker (1942–2013)
- Martin Scherber (1907–1974)
- Tona Scherchen (* 1938)
- Johann Scherer (um 1740 – nach 1768)
- Nicolas Scherer (um 1747–1827)
- Sebastian Anton Scherer (1631–1712)
- Flavius Scheuermann (1744–?)
- Georges Scheyermann (1767–1827)
- Gaetano Maria Schiassi (1698–1754)
- Giacinto Schiatti († 1776)
- Johann Christian Schickhardt (1682–1762)
- Leon Schidlowsky (1931–2022)
- Johann Christian Schieferdecker (1679–1732)
- Lalo Schifrin (1932–2025)
- Johannes Schild (* 1960)
- Melchior Schildt (1592–1667)
- Nikolai Schiljajew (1881–1938)
- Max von Schillings (1868–1933)
- Poul Christian Schindler (um 1648–1740)
- Steffen Schleiermacher (* 1960)
- Arnolt Schlick (vor 1460 – nach 1521)
- Ann-Helena Schlüter
- Johann Heinrich Schmelzer (um 1623 – 1680)
- Eberhard Schmidt (1907–1996)
- Franz Schmidt (1874–1939)
- Hartmut Schmidt (* 1946)
- Johann Christoph Schmidt (1664–1728)
- Hans Schmidt-Isserstedt (1900–1973)
- Thomas Schmidt-Kowalski (1949–2013)
- Friedemann Schmidt-Mechau (* 1955)
- Johann Abraham Schmierer (auch: Johann Abraham Schmikerer; 1661–1719)
- Florent Schmitt (1870–1958)
- Georg Schmitt (1821–1900)
- Joseph Schmitt (1734–1791)
- Jürgen Schmitt (Schmitti; * 1949)
- Meinrad Schmitt (* 1935)
- Johann Christoph Schmügel (1727–1798)
- Joseph Ignaz Schnabel (1767–1831)
- Dieter Schnebel (1930–2018)
- Klaus-Peter Schneegass (* 1962)
- Enjott Schneider (* 1950)
- Friedrich Schneider (1786–1853)
- Johann Gottlieb Schneider (1797–1856)
- John Schneider (* 1950)
- Michael Schneider (* 1964)
- Simon Schneider (1886–1971)
- Urs Peter Schneider (* 1939)
- Johann Jakob Schnell (1687–1754)
- Alfred Schnittke (1934–1998)
- Johann Schobert (um 1720 – 1767)
- Othmar Schoeck (1886–1957)
- Henry Schoenefeld (1857–1936)
- Friedrich Scholz (1926–2008)
- Arnold Schönberg (1874–1951)
- Philipp Schöndorff (1565–1617)
- Ilse Schönfelder (* 1951)
- Wolfgang Schoor (1926–2007)
- Johann Schop (um 1590 – 1667)
- Eva Schorr (1927–2016)
- Dmitri Schostakowitsch (1906–1975)
- Gustav Schreck (1849–1918)
- Jacky Schreiber (* 1961)
- Anno Schreier (* 1979)
- Johann Friedrich Schreivogel (um 1700 – 1749)
- Franz Schreker (1878–1934)
- Matthias Schriefl (* 1981)
- Hermann Schroeder (1904–1984)
- Marianne Schroeder (* 1945)
- Christoph Gottlieb Schröter (1699–1782)
- Leonhart Schröter (um 1540 – 1595)
- Rodion Schtschedrin (* 1932)
- Achmet Kujanowitsch Schubanow (1906–1968)
- Christian Friedrich Daniel Schubart (1739–1791)
- Franz Schubert (1797–1828)
- Heinz Schubert (1908–1945)
- Johann Friedrich Schubert (1769–1811)
- Joseph Schubert (1754–1837)
- Carl Schuberth (1811–1863)
- Franz Simon Schuchbauer († 1743)
- Zikmund Schul (1916–1944)
- Ervín Schulhoff (1894–1942)
- Julius Schulhoff (1825–1899)
- Gunther Schuller (1925–2015)
- Johannes Schultz (1582–1653)
- Norbert Schultze (1911–2002)
- Adolf Schulz-Evler (1852–1905)
- William Schuman (1910–1992)
- Camillo Schumann (1872–1946)
- Clara Schumann (1819–1896)
- Robert Schumann (1810–1856)
- Maria Schüppel (1923–2011)
- Georg Caspar Schürmann (1672–1751)
- Joseph Schuster (1748–1812)
- Meinrad Schütter (1910–2006)
- Heinrich Schütz (1585–1672)
- Cornelis Schuyt (1557–1616)
- Kurt Schwaen (1909–2007)
- Gregor Schwake OSB (1892–1967)
- Joseph Schwantner (* 1943)
- Theodor Schwartzkopff (1659–1732)
- Martin Schwarzenlander (* 1955)
- Johann Friedrich Schweinitz (1708–1780)
- Wolfgang von Schweinitz (* 1953)
- Benjamin Schweitzer (* 1973)
- Frank Schwemmer (* 1961)
- Jürgen Schwenkglenks (* 1956)
- Gerald Schwertberger (1941–2014)
- Kurt Schwertsik (* 1935)
- André Schwiede (* 1983)
- Friedrich Schwindl (1737–1786)
- Salvatore Sciarrino (* 1947)
- Antonio Scontrino (1850–1922)
- Giuseppe Scolari (um 1720 – nach 1774)
- Domenico Scorpione (um 1640 – 1703)
- Cyril Scott (1879–1970)
- Marc-César Scotto (1888–1960)
- Gerardus Scronx  (vor 1600–1620)
- Peter Sculthorpe (1929–2014)

## Se
- Humphrey Searle (1915–1982)
- Sebastian von Felsztyn (≈1485 – n. 1540)
- Pía Sebastiani (1925–2015)
- Simon Sechter (1788–1867)
- Charles Seeger (1886–1979)
- Daniel N. Seel (* 1970)
- Josef Seger (1716–1782)
- Leif Segerstam (1944–2024)
- Rodrigo Segnini Sequera (* 1968)
- Josef Antonín Sehling (1710–1756)
- Mátyás Seiber (1905–1960)
- Hermann Seidl (1958–2018)
- Isidor Seiss (1840–1905)
- Carlos de Seixas (1704–1742)
- Nicolas Séjan (1745–1819)
- Louis-Nicolas Séjan (1786–1849)
- William Selby (1738–1798)
- Saverio Selecchy (1708–1788)
- Michael Sell (* 1942)
- Giuseppe Sellitto (1700–1777)
- Bartolomeo de Selma y Salaverde (≈1580 – n. 1638)
- Jean-Baptiste Senaillé (1687–1730)
- Ludwig Senfl (um 1486 – 1543)
- Wladimir Alexejewitsch Senilow (1875–1918)
- César Pérez Sentenat (1896–1973)
- Armando Seppilli (1860–1931)
- Giovanni Battista Serini (≈1715–1765)
- Tibor Serly (1901–1978)
- Claudin de Sermisy (≈1495–1562)
- Kazimierz Serocki (1922–1981)
- Giovanni Serra 1787–1876
- Emilio Serrano (1850–1939)
- John Serry senior (1915–2003)
- Adrien-François Servais (1807–1866)
- Roger Sessions (1896–1985)
- Mordecai Seter (1916–1994)
- Kilza Setti (* 1932)
- Déodat de Séverac (1872–1921)
- Johann Gottfried Seyfert (1731–1772)
- Ignaz Xaver von Seyfried (1776–1841)

## Sg
- Giovanni Sgambati (1841–1914)

## Sh
- Eduard Shafransky (1937–2005)
- Ralph Shapey (1921–2002)
- Jehan Chardavoine (um 1537 – um 1580)
- John Sheeles (1688–1761)
- Arthur Shepherd (1880–1958)
- John Sheppard (um 1515 – 1560)
- Noam Sheriff (1935–2018)
- Gordon Sherwood (1929–2013)
- Minao Shibata (1916–1996)

## Si
- Jean Sibelius (1865–1957)
- Honorio Siccardi (1897–1963)
- Samuel Peter Sidon (?–1701)
- Ignatz Sieber (Ignazio Siber) (1680–1757)
- Wilhelm Dieter Siebert (1931–2011)
- Paul Siefert (1586–1666)
- Elie Siegmeister (1909–1991)
- Roberto Sierra (* 1953)
- Signac (≈ 1590–1630)
- Albert Siklós (1878–1942)
- Kazimierz Sikorski (1895–1986)
- Tomasz Sikorski (1939–1988)
- Friedrich Silcher (1789–1860)
- Jesús Bermúdez Silva (1884–1969)
- André da Silva Gomes (1752–1844)
- Florido de Silverstri (≈ 1600–1672)
- Heinrich Simbriger (1903–1976)
- Stasys Šimkus (1887–1943)
- Simon Simon (1735–1787)
- Matteo Simonelli (1618–1696)
- Luciano Simoni (1932–2010)
- Marijn Simons (1982)
- Christopher Simpson (1605–1669)
- Daniel Léo Simpson (* 1959)
- Robert Simpson (1921–1997)
- Thomas Simpson (1582–1628)
- Christian Sinding (1856–1941)
- Jean-Baptiste Singelée (1812–1875)
- Helmer-Rainer Sinisalo (1920–1989)
- Kuldar Sink (1942–1995)
- Giuseppe Sinopoli (1946–2001)
- Baptista Siqueira (1906–1992)
- Emanuel Siprutini (1730–1790)
- Galeazzo Sirena (1572–1636)
- Nicolas Siret (1663–1754)
- Urmas Sisask (1960–2022)
- Hans Sitt (1850–1922)
- Pavel Šivic (1908–1995)
- Johann Abraham Sixt (1757–1797)
- Fredrik Sixten (* 1962)

## Sk
- Nikos Skalkottas (1904–1949)
- Charles Sanford Skilton (1868–1941)
- Myroslaw Skoryk (1938–2020)
- Alexander Skrjabin (1872–1915)
- Jan Nepomuk Škroup (1811–1892)
- Ādolfs Skulte (1909–2000)

## Sm
- Antonio Smareglia (1854–1929)
- Walter Smetak (1913–1984)
- Bedřich Smetana (1824–1884)
- William Smethergell (1751–1836)
- Dmitri Smirnow (1948–2020)
- Leo Smit (1900–1943)
- Leo Smit (1921–1999)
- Gaspar Smit (1767–1819)
- David Stanley Smith (1877–1949)
- John Christopher Smith (1712–1795)
- Martin Smolka (* 1959)
- Ethel Smyth (1858–1944)

## Sn
- Johan Snep (1656–1719)
- Mark Snow (1946–2025)

## So
- Fryderyk Edward Sobolewski (1808–1872)
- Agostino Soderini (~1560—~1608)
- Aschot Sohrabjan (1945–2023)
- Vicente Emilio Sojo (1887–1974)
- Pjotr Petrowitsch Sokalski (1832–1887)
- Andrés de Sola (1634–1696)
- Juan María Solare (* 1966)
- Francisco Ignácio Solano (um 1720–1800)
- Antonio Soler (1729–1783)
- Harvey Sollberger (* 1938)
- Giovanni Sollima (* 1962)
- Uladsimir Soltan (1953–1997)
- Mieczysław Sołtys (1863–1929)
- Giovanni Battista Somis (1686–1763)
- Giovanni Lorenzo Somis (1688–1775)
- Vladimír Sommer (1921–1997)
- Ulrich Sommerlatte (1914–2002)
- Gunnar Sønstevold (1912–1991)
- Fernando Sor (1778–1839)
- Tom Sora (* 1956)
- Pietro Sorosina († 1732)
- Kaikhosru Shapurji Sorabji (1892–1988)
- Bent Sørensen (* 1958)
- Francisco Soto de Langa (1534–1619)
- Luka Sorkočević (1734–1789)
- Étienne Soubre (1813–1871)
- André Souris (1899–1970)
- John Philip Sousa (1854–1932)
- Leo Sowerby (1895–1968)
- Keyza Soze (* 1980)

## Sp
- Antonio Emmanuilowitsch Spadawekkia (1907–1988)
- Giacomo Spada (1678–1701)
- Giovanni Battista Spadi (um 1610–1640)
- Francesco Spagnoli Rusca (um 1634–1704)
- Mathias Spahlinger (* 1944)
- Albert Spalding (1888–1953)
- Daniel Speer (1636–1707)
- Mira J. Spektor (1928–2021)
- Aleksandr Spendiarjan (1871–1928)
- Johannes Matthias Sperger (1750–1812)
- Wilhelm Speyer (1790–1878)
- Johann Martin Spieß (1691–1772)
- Leo Spies (1899–1965)
- Willy Spilling (1909–1965)
- Michał Spisak (1914–1965)
- Louis Spohr (1784–1859)
- Gaspare Spontini (1774–1851)
- Václav Spourný (um 1700 – 1754)
- Rudi Spring (* 1962)

## Sq
- William Henry Squire (1871–1963)

## Sr
- Vladimír Šrámek (1923–2004)

## St
- Johann Staden (1581–1634)
- Sigmund Theophil Staden (1607–1655)
- Hans Stadlmair (1929–2019)
- Johannes Stadlmayr (um 1575 – 1648)
- Hugo Staehle (1826–1848)
- Petko Stajnow (1896–1977)
- Anton Stamitz (1754–1809)
- Carl Stamitz (1745–1801)
- Johann Stamitz (1717–1757)
- Hans-André Stamm (* 1958)
- Mihaela Stănculescu-Vosganian (* 1961)
- Charles Villiers Stanford (1852–1924)
- Jewhen Stankowytsch (* 1942)
- John Stanley (1712–1786)
- Friedrich Starke (1774–1835)
- Michail Leonidowitsch Starokadomski (1901–1954)
- Josef Starzer (1726–1787)
- Johannes Maria Staud (* 1974)
- Christoph Staude (* 1965)
- Bernhard Stavenhagen (1862–1914)
- Karel Stecker (1861–1918)
- Philippus van Steelant (1611–1670)
- Jan Stefani (um 1747 – 1828)
- Agostino Steffani (1654–1728)
- Johann Steffens (1560–1616)
- Walter Steffens (1922–1999)
- Walter Steffens (* 1934)
- Dietrich Steffkins (nach 1600 – 1673)
- Johann Ulrich Steigleder (1593–1635)
- Maximilian Steinberg (1883–1946)
- Fritz Steinbach (1855–1916)
- Othmar Steinbauer (1895–1962)
- Johann Ludwig Steiner (1688–1761)
- Mark Steinhäuser (* 1977)
- Carl Stenborg (1752–1813)
- Wilhelm Stenhammar (1871–1927)
- Haro Stepanjan (1897–1966)
- Rudi Stephan (1887–1915)
- George Stephănescu (1843–1925)
- Johann Stephani (1560–1616)
- Norbert Sterk (* 1968)
- Julius Stern (1820–1883)
- Erich Walter Sternberg (1891–1974)
- Johann Baptist Sternkopf (1753–1806)
- Donald Steven (* 1945)
- Bernard Stevens (1916–1983)
- Halsey Stevens (1908–1989)
- Bernard Václav Štiasný (1760–1835)
- Ernstalbrecht Stiebler (1934–2024)
- William Grant Still (1895–1978)
- Anton Stingl (1908–2000)
- Johann Stobäus (1580–1646)
- Karlheinz Stockhausen (1928–2007)
- Markus Stockhausen (* 1957)
- Simon Stockhausen (* 1967)
- Wolfgang Stockmeier (1931–2015)
- Petru Stoianov (* 1939)
- Sigismond Stojowski (1870–1946)
- Johannes de Stokem (um 1445 – 1487)
- Josip Štolcer-Slavenski (1896–1955)
- Christoph Stoltzenberg (1690–1764)
- Thomas Stoltzer (um 1475 – 1526)
- Gottfried Heinrich Stölzel (1690–1749)
- Robert Stolz (1880–1975)
- Kurt-Heinz Stolze (1926–1970)
- Bernardo Storace (1620–1664)
- Stephen Storace (1762–1796)
- Anton M. Storch (1813–1887)
- Leopold Strach (1699–1755)
- Alessandro Stradella (1643–1682)
- Gerald Strang (1908–1983)
- Nicholas le Strange (1603–1655)
- Ulrich Stranz (1946–2004)
- Ignace Strasfogel (1909–1994)
- Michele Stratico (1728–1783)
- Alexander Strauch (* 1971)
- Oscar Straus (1870–1954)
- Eduard Strauß (1835–1916)
- Franz Strauss (1822–1905)
- Johann Strauss (Sohn) (1825–1899)
- Johann Strauss (Vater) (1804–1849)
- Josef Strauss (1827–1870)
- Richard Strauss (1864–1949)
- Igor Strawinski (1882–1971)
- Soulima Strawinski (1910–1994)
- Lisa Streich (* 1985)
- Peter Streiff (* 1944)
- Augustin Reinhard Stricker (um 1680–1718)
- Alessandro Striggio (um 1536 – 1592)
- Johann Valentin Strobel (im 17. Jahrhundert)
- Bruno Strobl (* 1949)
- Aurel Stroe (1932–2008)
- Nicholas Strogers († 1575)
- Siegfried Strohbach (1929–2019)
- Scott Stroman (* 1958)
- George Templeton Strong (1856–1948)
- Marco Stroppa (* 1959)
- Barbara Strozzi (1619–1677)
- Bernardo Strozzi (1581–1644)
- Gregorio Strozzi (1615–1687)
- Gustav Strube (1867–1953)
- Uwe Strübing (* 1956)
- Delphin Strungk (1601–1694)
- Nicolaus Adam Strungk (1640–1700)
- Ludger Stühlmeyer (* 1961)
- Johann Jakob Stupan von Ehrenstein (1664–1739)
- Constantinos Stylianou (* 1972)

## Su
- Cong Su (* 1957)
- Aldebrando Subissati (1606–1677)
- Morton Subotnick (* 1933)
- Joseph Sucher (1843–1908)
- Eugen Suchoň (1908–1993)
- Joseph Suder (1892–1980)
- Kôichi Sugiyama (* 1931)
- Josef Suk (1874–1935)
- Arthur Sullivan (1842–1900)
- Salomon Sulzer (1804–1890)
- Manuel de Sumaya (1680–1755)
- Lepo Sumera (1950–2000)
- Franz von Suppè (1819–1895)
- Francesco Paolo Supriani (1678–1753)
- Tielman Susato (um 1510/15–nach 1570)
- Hermann Suter (1870–1926)
- Heinrich Sutermeister (1910–1995)

## Sv
- Atli Heimir Sveinsson (1938–2019)
- Johan Svendsen (1840–1911)

## Sw
- Thomas Shaw (c1755–1830)
- Jewgeni Swetlanow (1928–2002)
- Józef Świder (1930–2014)
- Georgi Swiridow (1915–1998)
- Jan Pieterszoon Sweelinck (1561–1621)

## Sy
- William Sydeman (1928–2021)
- Johann Elias de Sylva (1716–1798)
- Walentyn Sylwestrow (* 1937)

## Sz
- Bolesław Szabelski (1896–1979)
- Ferenc Szabó (1902–1969)
- Witold Szalonek (1927–2001)
- Stanisław Sylwester Szarzyński (um 1670 bis nach 1713)
- Zsigmond Szathmáry (* 1939)
- Endre Székely (1912–1989)
- István Szelényi (1904–1972)
- Árpád Szendy (1863–1922)
- Sándor Szokolay (1931–2013)
- András Szőllősy (1921–2007)
- Władysław Szpilman (1911–2000)
- Karol Szymanowski (1882–1937)